# Schaffneria
Schaffneria is een geslacht van wantsen uit de familie van de Miridae (Blindwantsen). Het geslacht werd voor het eerst wetenschappelijk beschreven door Knight in 1966.

## Soorten
Het genus bevat de volgende soorten:

- Schaffneria davisi (Knight, 1923)
- Schaffneria hungerfordi Knight, 1966
- Schaffneria pilophoroides (Knight, 1930)